# Acnodon normani
Acnodon normani, conhecido popularmente como pacu, pacu-branco ou branquinha-de-dente, é uma espécie de peixe pertencente ao gênero Acnodon. É endêmica ao Brasil e conhecida das bacias hidrográficas dos rios Xingu e Tocantins-Araguaia, nos estados de Mato Grosso, Pará e Tocantins.